# Bobrowo (gmina Rzgów)
Bobrowo (dawniej Boberfeldowo) – wieś w Polsce, położona w województwie wielkopolskim, w powiecie konińskim, w gminie Rzgów.
W okresie II Rzeczypospolitej oraz w latach 1945–1975 wieś administracyjnie należała do województwa poznańskiego, a od 1975 do 1998 do województwa konińskiego.

## Integralne części wsi
| SIMC    | Nazwa    | Rodzaj    |
| ------- | -------- | --------- |
| 0293858 | Huta     | część wsi |
| 0293864 | Ludwików | część wsi |

## Historia
Dawniej była to kolonia niemiecka, którą zamieszkiwali mennonici i bracia morawscy.